# كريستيانو لوكاريلي
كريستيانو لوكاريلي (بالإيطالية: Cristiano Lucarelli)‏، (ليفورنو، 4 أكتوبر 1975)، لاعب كرة قدم إيطالي، ويلعب كمهاجم في نادي ليفورنو، وقد كان هدافا للدوري الإيطالي في عام 2005 بعد تسجيله 24 هدف.
بدأ لوكاريللي مسيرته الاحترافية في نادي كوويوبيلي في موسم 1992/1993، وفي عام 1993 انتقل إلى نادي بيرودجا، ولعب لهم لمدة سنتين، وفي موسم 1995/1996 لعب لنادي كوزنسا، وانتقل بعدها إلى نادي بادوفا، ولعب لهم لمدة موسم واحد، وانتقل في موسم 1997/1998 إلى نادي أتالانتا، وفي موسم 1998/1999 انتقل إلى نادي فالنسيا الإسباني، وعاد إلى إيطاليا في عام 1999 ليلعب في نادي ليتشي، ولعب لهم لمدة موسمين، وفي عام 2001 انتقل إلى نادي تورينو، ولعب لهم لمدة موسمين أيضا، وفي عام 2003 انتقل إلى نادي مدينته نادي ليفورنو، وهو يلعب لهم حتى الآن.
و قد لعب لوكاريللي مع منتخب إيطاليا لكرة القدم، وقد شارك في 3 مباريات وسجل هدف واحد.

## روابط خارجية
- كريستيانو لوكاريلي على موقع الاتحاد الدولي (مؤرشف)  (الإنجليزية)
- كريستيانو لوكاريلي على موقع الاتحاد الأوربي (الإنجليزية)
- كريستيانو لوكاريلي على موقع اتحاد أوكرانيا (الإنجليزية)
- كريستيانو لوكاريلي على موقع قاعدة بيانات كرة القدم.إي يو (الإنجليزية)
- كريستيانو لوكاريلي على موقع ناشيونال فوتبول تيمز (الإنجليزية)
- كريستيانو لوكاريلي على موقع Soccerway.com (الإنجليزية)
- كريستيانو لوكاريلي على موقع عالم كرة القدم.نت (الإنجليزية)
- كريستيانو لوكاريلي على موقع كووورة
- كريستيانو لوكاريلي على موقع أوليمبيديا (الإنجليزية)